# Walter Grossmann (Politiker)
Walter Grossmann (* 8. Dezember 1927 in Lichtenfels; † 19. Dezember 2007 ebenda) war ein deutscher Politiker (CSU). Er war unter anderem bayerischer Landtagsabgeordneter.
Grossmann, geboren in Oberfranken, besuchte die Volksschule und die Berufsschule. Seine Lehre als Elektroinstallateur schloss er mit der Gesellenprüfung ab. Danach leistete er kurze Zeit Kriegsdienst im Zweiten Weltkrieg. Nach dem Krieg folgte eine Umschulung an der Handelsschule.
Im Jahr 1949 wurde Grossmann Mitglied der Jungen Union, 1950 der CSU. Er war Mitarbeiter der Landtagsabgeordneten Max Jüngling, Waltraud Bundschuh und Herbert Hofmann und der Bundestagsabgeordneten Max Spörl, Gustav Sühler, Karl Theodort Freiherr zu Guttenberg und Lorenz Niegel. 1953 wurde er Geschäftsführer der CSU im Bundestagswahlkreis Kulmbach. Er war Stadtrat (ab 1960) und Kreisrat (ab 1966) in seiner Heimatstadt Lichtenfels, ab 1970 Bezirksrat des Bezirks Oberfranken und Erster Kreisvorsitzender des VdK im Kreisverband Lichtenfels. Von 1978 bis 1998 war er Mitglied des Bayerischen Landtags (MdL), stets direkt gewählt im Stimmkreis Lichtenfels.
Walter Grossmann war evangelisch-lutherisch und blieb ledig.